# Transactions of the Horticultural Society of London
Transactions of the Horticultural Society of London (abreviado Trans. Hort. Soc. London) fue una revista ilustrada con descripciones botánicas que fue editada por la Real Sociedad de Horticultura de Londres. Se publicaron 7 volúmenes en los años 1807-30.

## Publicación
- Vols. 1-7, 1807-30;
- ed. 3, vols. 1-2, 1820-22;
- ser. 2, vols. 1-3, 1831/35-48